# 1302년

## 연호
- 원(元) 대덕(大德) 6년
- 일본(日本) 쇼안(正安) 4년 / 겐겐(乾元) 원년
- 쩐 왕조(陳朝) 흥롱(興隆) 10년

## 기년
- 원(元) 성종(成宗) 8년
- 고려(高麗) 충렬왕(忠烈王) 복위 4년
- 쩐 왕조(陳朝) 영종(英宗) 10년

## 사건
- 프랑스에서 첫 삼부회가 소집되다. (4월 10일)[1]
- 교황 보니파시오 8세가 로마에서 우남상탐을 발표하다.(11월 18일)
- 피렌체 흑당이 단테 알리기에리를 추방하다. (구엘프와 기벨린 참조)

## 참조
- 프랑스 위키백과  '삼부회'
- 프랑스 위키백과 '1302년 사건'